# Línea 124 (Tucumán)
La Línea 124 es una línea de colectivos interurbana operada por T.A. Cruz Alta S.R.L. Esta conecta las localidades de San Miguel de Tucumán y Alderetes del Gran San Miguel de Tucumán.

## Recorrido

### Ramal Alderetes por Autopista[1][2]
Los Gutiérrez, Ruta Provincial 304, Av. Rivadavia, Autopista Juan D. Perón, Av. Gdor. del Campo, Av. Soldati, Cuba, Av. Avellaneda, Av. Sáenz Peña, Lamadrid, La Rioja, Catamarca, Corrientes, Av. Avellaneda, Av. B. Aráoz, Terminal de Ómnibus, Av. Bdo Terán, Av. Soldati, Av. Gdor. del Campo, Autopista Juan D. Perón, Av. Rivadavia, Ruta Provincial 304, Los Gutiérrez.

### Ramal Alderetes por Autopista (Barrio María Auxiliadora)[3][4]
Los Gutiérrez (Bº María Auxiliadora), calle López y Planes e Ing. Enrico, por esta hasta Virgen del Valle, Ruta Provincial 304, Av. Rivadavia, Autopista Juan D. Perón, Av. Gdor. del Campo, Av. Avellaneda, Av. Sáenz Peña, Lamadrid, La Rioja, Catamarca, Corrientes, Av. Avellaneda, Av. Gdor. del Campo, Autopista Juan D. Perón, Av. Rivadavia, Ruta Provincial 304, Ruta a la Florida, Bº María Auxiliadora, José Ingenieros, López y Planes, Los Gutiérrez.

### Ramal Los Gutiérrez (Barrio Santa Inés)- Barrio Independencia[5][6]
Mitre y Buenos Aires, por esta hasta F. Riera, J. Azurduy, Mitre, Santiago, Silva, Güemes, Ruta Provincial Alternativa N.º 304, Autopista Juan D. Perón, Av. Gdor. del Campo, Av. Soldati, Cuba, Av. Avellaneda, Av. Sáenz Peña, Lamadrid, La Rioja, Catamarca, Corrientes, Av. Avellaneda, Av. B. Aráoz, Terminal de Ómnibus, Av. Bdo Terán, Av. B. Aráoz, Av. Soldati, Av. Gdor. del Campo, Autopista Juan D. Perón, Ruta Provincial 304, Güemes, Silva, Santiago, Mitre, Buenos Aires.

## Lugares de Interés
- Parque 9 de julio
- Hotel Catalinas Park
- Hotel Garden Park
- Hotel Sheraton
- Palacio de Tribunales
- Plaza Alberdi